# خافيير مارتينيز
خافيير مارتينيز (بالإسبانية: Javier Martínez)‏ هو عداء سريع إسباني، ولد في 1953.

## وصلات خارجية
- خافيير مارتينيز على موقع أوليمبيديا (الإنجليزية)